# Гірич Василь
Василь Гірич (1900—1991) — майстер бандури харківського зразка.
За фахом столяр. Вивчав тонкощі виробництва бандур у братів Гончаренків за їхньою конструкцією. Виробляв 7-8 бандур щорічно. Мешкав у місті Детройті, США. Виготовляв бандури для Української Капели Бандуристів імені Т. Г. Шевченка у місті Детройті. Виготовив понад 120 концертних бандур.